# Garnizon Kowel
Garnizon Kowel – garnizon wojskowy Rzeczypospolitej, garnizon wojsk rosyjskich, po 1945 wojsk radzieckich, obecnie ukraińskich.

## Garnizon Wojska Polskiego II RP
Prestiż miasta w okresie II Rzeczypospolitej podnosił fakt, że było ono garnizonem wojskowym. Stacjonowały w nim między innymi:
- Dowództwo 27 Dywizji Piechoty
- Komenda Placu Kowel
- 50 Pułk Piechoty Strzelców Kresowych[1]
- 12 Dywizjon Artylerii Przeciwlotniczej
- Składnica Materiału Intendenckiego nr 11
- Pluton Żandarmerii Kowel
- Powiatowa Komenda Uzupełnień Kowel (1921-1938) → KRU Kowel
- Komenda Rejonu Uzupełnień Kowel (1938-1939)
- Rejonowy Inspektor Koni w Kowlu
- Kierownictwo Rejonu Intendentury Kowel
- Rejonowy Zakład Gospodarczy Kowel
- Kierownictwo Rejonu Sanitarnego Kowel (1921-1924)
- Filia Szpitala Rejonowego Włodzimierz w Kowlu (do 1923)
- Garnizonowa Izba Chorych w Kowlu (1923–1927)
- Wojskowy Sąd Rejonowy Kowel
- Kierownictwo Rejonu Duszpasterstwa Katolickiego Kowel
- Parafia wojskowa obrządku rzymskokatolickiego